# Lamin Conateh
Lamin Conateh, auch Bakaye genannt (* 1. Oktober 1981 in Bakau), ist ein ehemaliger Fußballspieler aus Gambia und Innenverteidiger der Nationalmannschaft seines Landes.
Conateh hat bisher (Februar 2008) 25 Länderspiele absolviert. Er spielte unter anderem bei Wallidan Banjul, der besten Mannschaft Gambias nach der Anzahl der gewonnenen Meisterschaften. Danach ging er nach Bakau United, dessen Mannschaft ebenfalls in der gambischen Eliteliga spielt, der GFA League First Division. Bakau war sein letztes Team in Gambia, bevor er vom schwedischen Klub Assyriska FF Södertälje verpflichtet wurde.